# Francesco Bassano cel Tânăr
Francesco Bassano cel Tânăr (n. 7 ianuarie 1549, Bassano del Grappa, Veneto, Italia – d. 4 iulie 1592, Veneția, Republica Veneția), numit și Francesco Giambattista da Ponte sau Francesco da Ponte cel Tânăr, a fost un pictor italian din perioada Renașterii.
S-a născut la Bassano del Grappa, lângă Veneția, fiind fiul cel mare al lui Jacopo Bassano⁠(d) și nepotul lui Francesco da Ponte⁠(d) cel Bătrân. A studiat cu tatăl său și a lucrat în atelierul familiei Bassano împreună cu cei trei frați ai săi, printre care Giambattista⁠(d), Girolamo⁠(d) și Leandro Bassano⁠(d).
Francesco s-a mutat la Veneția, unde a condus filiala afacerii de familie. De asemenea, a fost însărcinat să picteze o serie de tablouri istorice în Palatul Dogilor. Era predispus la ipohondrie, ceea ce i-a exacerbat celelalte boli, inclusiv posibila depresie. La scurt timp după moartea tatălui său, în 1592, Francesco s-a sinucis aruncându-se pe o fereastră. Fratele său, Leandro Bassano⁠(d), a continuat moștenirea familiei pentru pictură.